# Patrick Henry Brady
Patrick Henry Brady (* 1. října 1936) je bývalý důstojník Armády Spojených států amerických, který sloužil jako pilot vrtulníku ve vietnamské válce a získal mj. nejvyšší vyznamenání, Medal of Honor (Medaile cti).

## Život
Brady vystudoval chlapeckou střední školu Kongregace křesťanských bratří ve městě Seattle. Potom začal studovat na místní univerzitě, ale zpočátku se mu nelíbil povinný program ROTC (program pro výcvik vojenských důstojníků) a byl vyloučen. Později si uvědomil, že by se mohl stát profesionálním vojákem a změnil názor. Po dokončení studia nastoupil roku 1959 v hodnosti poručíka k vojenské zdravotnické službě. V roce 1961 působil v Berlíně ve 279. staniční nemocnici. Vystudoval vojenskou leteckou školu ve Fort Rucker (Alabama) v roce 1963.
Během prvního nasazení ve Vietnamu měl hodnost kapitána a sloužil u 57. zdravotnické ambulance (vrtulník Bell UH-1 Iroquois), kde jeho velicím důstojníkem byl major Charles Kelly. Po smrti majora Kellyho, dne 1. července 1964, Brady převzal velení ambulance. Následujícího dne, jeden z důstojníků hodil kulku, která zabila Kellyho na stůl před Bradyho a zeptal se, jestli nechce změnit agresivní styl létání. Brady zvedl kulku a odpověděl: „Budeme létat přesně tak, jak nás to učil major Kelly, bez váhání, kdykoliv a kdekoliv.“
Během druhého nasazení Brady, nyní major, působil jako velitel 54. zdravotnické ambulance. Za činy v průběhu tohoto nasazení mu byla udělena Medaile cti.
Během působení ve Vietnamu Brady nalétal přes 2000 bojových misí a evakuoval více než 5000 raněných. Po službě ve Vietnamu Brady zůstal i nadále v armádě. Odešel jako generálmajor v roce 1993 po 34 letech služby.

## Medaile cti

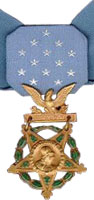
Medaile cti

- Hodnost a zařazení: major, Armáda USA, lékařská služba, 54. zdravotnická ambulance, 67. zdravotnický pluk, 44. zdravotnická brigáda.
- Místo a datum: Near Chu Lai, Vietnamská republika, 6.1.1968.
- Vstoupil do služby: Seattle, Washington.
- Narozen: 1. října 1936, Philip, Jižní Dakota.

Odůvodnění:
Za statečnost a nebojácnost v akci ohrožující jeho život, nad rámec povinností, se major Brady vyznamenal, když sloužil ve Vietnamské republice a velel zdravotnickému vrtulníku UH-1H, dobrovolně zachránil raněné muže z místa na nepřátelském území, které bylo těžce bráněno a zahaleno mlhou. Sestoupil přes hustou mlhu a kouř a pohyboval se pomalu podél stezky v údolí, obrátil stroj šikmo kvůli odfouknoutí mlhy jeho lopatkami. Přes blízkost nepřátelské palby našel nebezpečně malé místo, kde úspěšně přistál a evakuoval dva těžce raněné jihovietnamské vojáky. Poté byl povolán do jiné oblasti zcela pokryté hustou mlhou, kde americké oběti ležely jen 50 metrů od nepřítele. Dvě letadla předtím byla sestřelena a jiná dělala neúspěšné pokusy o dosažení tohoto místa v průběhu dne. S bezkonkurenční dovedností a mimořádnou odvahou, major Brady uskutečnil 4 lety na tuto přistávací zónu a úspěšně zachránit všechny raněné. Na své třetí misi dne major Brady opět přistál na místě obklopeném nepřáteli. I když jeho stroj byl zle poškozen při prvním příletu do oblasti a řízení částečně nefungovalo, vrátil se o pár minut později a zachránil zbývající raněné. Krátce poté, po získání náhradního stroje byl major Brady požádán, aby přistál v oblasti nepřátelského minového pole, kde byla uvězněna četa amerických vojáků. Výbuch poblíž vrtulníku zranil dva členy posádky a vrtulník poškodil. Přesto se mu podařilo zabezpečit 6 těžce raněným pacientům lékařskou pomoc. Toho dne major Brady použil 3 vrtulníky k evakuaci celkem 51 vážně raněných osob. Mnozí z nich by zahynuli bez rychlé pomoci. Statečnost majora Bradyho byla v nejvyšších tradici vojenské služby a odráží jeho velké zásluhy v americké armádě.

## Přehled vyznamenání
- Medal of Honor
- Distinguished Service Cross
- Army Distinguished Service Medal
- Defense Superior Service Medal
- Legion of Merit
- Distinguished Flying Cross (6)
- Bronze Star (2 s "V")
- Purple Heart
- Meritorious Service Medal (3)
- Air Medal (52 s "V")
- Army Commendation Medal (6)